# Comedy Club Ukraine
«Комеді Клаб Україна» (англ. «Comedy Club Ukraine») — українська версія шоу Comedy Club у жанрі стендап-комедії, що виходила на національних каналах з 2006 по 2008 роки.

## Історія та сезони
Перший сезон, що складався з 22 випусків, виходив з 9 вересня 2006 по 10 лютого 2007 року на телеканалі «Інтер». Запис шоу проходив у київському комплексі «Арена». Незважаючи на високі рейтинги, контракт між каналом та засновниками шоу не було продовжено, і керівники програми розпочали переговори з іншими національними телекомпаніями. На «Інтері» замість Comedy Club Ukraine розпочалася трансляція шоу «Бійцівський клуб» виробництва «Студії Квартал-95».
У другому сезоні було 14 випусків і він виходив на телеканалі 1+1 з 30 березня по 8 липня 2007 року, після чого проєкт залишив генеральний продюсер Максим Бахматов. Також шоу покинули одні резиденти (Назар Житкевич і Галуст Мазманян), а інші стали учасниками російських проєктів Comedy Club Production.
Comedy Club Ukraine відродився 17 березня 2008 року на Новому каналі, однак був закритий за рекомендацією Нацради України. У третьому сезоні було показано 32 випуски. Останній вийшов в ефір 19 грудня 2008 року . Усього було показано 68 випусків.
Проєкт Comedy Club UA був остаточно закритий у березні 2010 року. Замість нього Андрій Молочний оголосив про старт нового гумористичного проекту — Real Comedy.

## Резиденти
- Олександр «Ангел» Педан — ведучий шоу, конферансьє.
- Сергій Притула «Тернопіль Сірий» — власний гумористичний монолог, мініатюри, вистава гостей.

- Дует імені Чехова (Антон Лірник та Андрій Молочний) — мініатюри, монологи.
- Дядя Жора (Вадим Мічковський) — монологи, пантоміми, мініатюри.
- Дует «Штат Південна Панкота» (Володимир «САбАкА» Журавльов та Вадим Шешич) — монологи.
- Громила Ед — мініатюри.
- Ігор Куралєсов та Алекс Аморалес — музичні номери та пародії.
- Дует «Добрий Вечір» (Андрій «Бурий» Бурим та Сергій «Лось» Стахов) — короткі мініатюри.
- Сталевар та Галуст (Олександр Нетішинський і Галуст Мазманян) — мініатюри.
- Дует «Зроблено руками» (Дмитро Романов та Євген Воронецький) — мініатюри.
- Дует «Олімпіада 80» (Дмитро Рупчов та Богдан Донець) — мініатюри.
- Максим Ледокол Бахматов — представлення гостей.
- Назар Житкевич — пантоміми.

Також у програмі можна було побачити виступи резидентів з російського «Комеді Клаб» (Гарік Харламов, Гарік Мартиросян, Тимур Батрутдінов, Вадим Галигін, Олександр Ревва), резидентів українських регіонів (Odessa, Zaporozhie та Dnepr style) та «Сміху без правил» (Пушкін, Денис Косяков).